# Orange River Sovereignty
Die Orange River Sovereignty (deutsch etwa: „Oranje-Fluss-Hoheitsgebiet“) war eine britische Kolonie im heutigen Südafrika und Lesotho, das von 1848 bis 1854 existierte.

## Geschichte
Die Orange River Sovereignty entstand am 3. Februar 1848 durch Annexion eines Gebietes durch den damaligen britischen Gouverneur der Kapkolonie, Harry Smith. Die Kontrolle oblag einem britischen Residenten, der durch einen gesetzgebenden Rat unterstützt wurde, dessen Mitglieder von den Behörden bestimmt waren. Das Gebiet lag nordöstlich der britischen Kapkolonie zwischen dem namensgebenden Oranje (englisch Orange River) im Süden, dem Vaal im Norden und den Drakensbergen im Osten. Ziel war die Vermeidung von Feindseligkeiten gegen den britischen Einflussbereich. Das Gebiet schloss Teile des Herrschaftsbereichs des Basotho-Chiefs Moshoeshoe I. ein, dem aber weitgehende Unabhängigkeit eingeräumt wurde. Die Westgrenze des Gebietes wurde jedoch als Warden-Grenze, benannt nach dem britischen Residenten Henry Warden, zu Ungunsten der Basotho verschoben. Moshoeshoe sah sich trotz seiner Zugeständnisse getäuscht, da sein Land weiterhin von außen bedroht wurde. In der Folge kam es zu Gefechten der Basotho gegen andere, kleine Bantu-Völker wie die Batlokoa. Warden vereinte daraufhin seine Soldaten mit Truppen mehrerer Bantu-Völker gegen Moshoeshoe I., die jedoch im Juni 1851 von Moshoeshoes Truppen bei Viervoet bei Ladybrand besiegt wurden. 1852 kam es bei einer Gegenoffensive zu einem Gefecht auf dem Berea-Plateau bei Maseru, bei dem es Tote auf beiden Seiten gab. Moshoeshoe I. suchte daraufhin den Frieden.
1852 wurde zwischen den Briten und burischen Siedlern die Sand River Convention geschlossen, die den Status der Orange River Sovereignty bestätigte. Im Juni 1852 bestätigte die Mehrheit der europäischen Siedler bei einem Treffen in Bloemfontein, dass sie unter britischer Herrschaft bleiben wollten. Im April 1854 gab das Vereinigte Königreich seinen Anspruch auf das Gebiet der Orange River Sovereignty auf eigenen Wunsch auf, gegen die Interessen britischer Siedler in dem Gebiet. Am 23. Februar 1854 schlossen Briten und Buren entsprechend die Bloemfontein Convention; die britischen Soldaten verließen das Gebiet am 11. März 1854. Im Westen des Gebietes gründeten die dort ansässigen Buren den Oranje-Freistaat, während die Basotho im Osten zeitweilig ohne britische Kontrolle waren.